# Wilkowo (powiat kwidzyński)
Wilkowo (niem. Wilkau) – osada w Polsce położona w województwie pomorskim, w powiecie kwidzyńskim, w gminie Gardeja przy drodze wojewódzkiej nr 523.
W latach 1975–1998 miejscowość należała administracyjnie do województwa elbląskiego.